# 圣乔治主教座堂历史区
圣乔治主教座堂历史区（Cathedral of St. George Historic District）位于南波士顿的东百老汇517-523-525号。
圣乔治主教座堂目前属于阿尔巴尼亚正教会。其建筑由Samuel J. F. Thayer设计，1998年列入国家史迹名录。